# The Cleanest Race
The Cleanest Race: How North Koreans See Themselves and Why it Matters é um livro de 2010 de Brian Reynolds Myers. Baseado em um estudo da propaganda produzida na Coreia do Norte para consumo interno, Myers argumenta que a ideologia norte-coreana é um nacionalismo de extrema-direita baseado em questões raciais, derivado do fascismo japonês, e não qualquer forma de comunismo. O livro baseia-se no estudo do autor sobre o material do Centro de Informações sobre a Coreia do Norte.

## Autor
Brian Reynolds Myers nasceu nos EUA e fez pós-graduação na Alemanha. Ele é editor da revista The Atlantic e autor de A Reader's Manifesto, bem como de Han Sorya and North Korea Literature (1994), o único livro em inglês sobre literatura norte-coreana até a história literária de Tatiana Gabroussenko, Soldiers on the Cultural Front (2010). Myers estuda a Coreia do Norte há vinte anos e é fluente em coreano. Ele é professor assistente de estudos internacionais na Universidade Dongseo, na Coreia do Sul.
Para o livro, Myers estudou a cultura de massa norte-coreana com referência a romances, filmes e seriados publicados nacionalmente, disponíveis no Ministério da Unificação em Seul. Myers afirma que sua análise difere daquela dos observadores convencionais da Coreia do Norte, pois se concentra na propaganda interna em coreano, em vez de nas transmissões externas da Agência Central de Notícias da Coreia (KCNA) e nos relatórios em inglês da Coreia do Sul.

## Conteúdo
The Cleanest Race é dividido em duas seções: a primeira aborda a história da Coreia do Norte por meio de sua propaganda, desde a Coreia sob o domínio japonês até a prisão de jornalistas americanos pela Coreia do Norte em 2009. A segunda seção analisa temas da propaganda, incluindo capítulos como "Mãe Coreia", Kim Il-sung, Kim Jong-il, percepções de estrangeiros e Coreia do Sul.
As técnicas de análise de propaganda de Myers incluem tradução de poemas, discussão de metáforas e arquitetura monumental, e descrição de tropos racistas. O livro também contém dezesseis páginas separadas de ilustrações coloridas, incluindo reimpressões de pôsteres que caricaturam etnicamente japoneses e brancos americanos e que retratam os falecidos líderes Kim Il-sung e Kim Jong-il como figuras paternas.

### Identidade racial

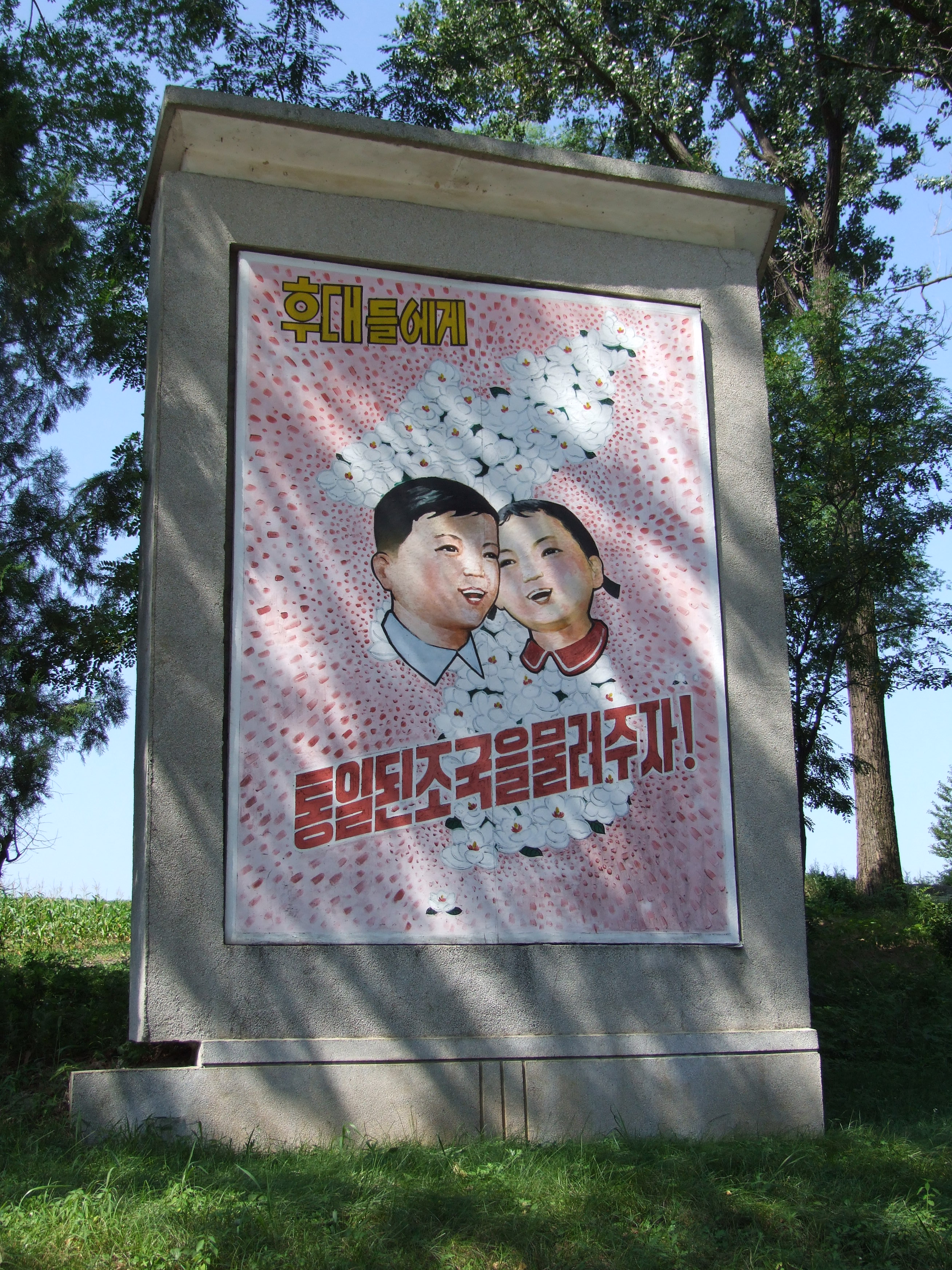
Propaganda pró-unificação na Zona Desmilitarizada Coreana

The Cleanest Race argumenta que a ideologia dominante do governo norte-coreano se baseia em políticas de extrema-direita, e não de extrema-esquerda. Observa que o governo norte-coreano é xenófobo e militarista. Cita um relato de um ataque de uma multidão contra diplomatas afro-cubanos e da imposição de mulheres norte-coreanas a abortar crianças de etnias mistas. Menciona que a Constituição norte-coreana de 2009 omite qualquer menção ao comunismo. O autor argumenta que o Juche não é a ideologia dominante da Coreia do Norte. Em vez disso, ele supõe que foi concebido para enganar estrangeiros.
Myers afirma que o governo norte-coreano não baseia sua ideologia no marxismo-leninismo ou no neoconfucionismo. Em vez disso, ele a associa ao fascismo japonês. Ele afirma que os critérios racistas do governo para a identidade nacional pintam seus cidadãos geneticamente coreanos como inocentes e moralmente virtuosos (ao contrário dos estrangeiros), mas militarmente fracos, exigindo a orientação e proteção carismáticas de Kim Il Sung. O autor supõe que esta pode ser uma estratégia do governo para diminuir a quantidade de repressão e vigilância necessária para controlar esse público.

### Implicações na política externa
Segundo Myers, a propaganda do governo norte-coreano retrata a Coreia do Sul como uma terra poluída pela dominação estrangeira, particularmente pela presença permanente de soldados americanos. O antiamericanismo é a pedra angular da política externa norte-coreana.
Da mesma forma, a propaganda interna da Coreia do Norte retrata os esforços humanitários dos EUA, como a ajuda alimentar, como sinais de covardia americana e não faz distinção "entre 'bons' trabalhadores americanos e 'maus' capitalistas americanos", como fazia o regime da União Soviética na Guerra Fria. Ele lamenta que os norte-coreanos desrespeitem abertamente os "ditames de um mundo impuro" como inaplicáveis à raça coreana pura.

## Recepção

### Críticas da imprensa
Após seu lançamento, The Cleanest Race recebeu significativa atenção da mídia e "críticas entusiasmadas" na imprensa dos Estados Unidos. O jornalista Christopher Hitchens (que visitou a Coreia do Norte no início do século XXI) relatou que, após ler o livro, concluiu que sua visão anterior do país como stalinista era simplista e incorreta. Alguns críticos confirmaram casos anedóticos de xenofobia norte-coreana e o alarme com a taxa de casamentos inter-raciais na Coreia do Sul. Hitchens também encontrou alguns "corolários obscenos" nas conclusões de Myers, incluindo o fato de muitos sul-coreanos considerarem o regime norte-coreano mais "'autenticamente' coreano" do que seu próprio governo.
O New York Times caracterizou o livro como "frequentemente contraintuitivo" e seus argumentos como "astutos e complexos". Bradley K. Martin, do The New Republic, no entanto, alertou que o livro poderia "[minimizar] as contribuições stalinistas, maoístas e tradicionais do Leste Asiático" para a ideologia norte-coreana. Martin argumenta que a ideologia norte-coreana pode ser entendida nos termos da psicologia pré-fascista japonesa, incluindo amae (dependência dos pais) e banzai (desejo de vida longa para o governante).

### Recepção acadêmica

#### Periódicos
Charles K. Armstrong, no The Journal of Asian Studies, afirma que as conclusões do livro "não são novidade". Ele explica que o historiador Bruce Cumings, criticado por Myers, aborda a influência do "militarismo colonial japonês" na Coreia do Norte. Armstrong critica Myers por exagerar a perspectiva japonesa e sugere que a Coreia do Norte está "na verdade mais próxima do fascismo europeu" do que do fascismo imperial japonês, porque o Japão Imperial carecia de um líder carismático e de um partido mobilizador de massas.
Alzo David-West, no Journal of Contemporary Asia, afirma que Myers escreve "na tradição da crítica cultural do 'eixo do mal'", obscurece as diferenças entre o nazismo e o stalinismo e ignora a influência histórica do maoísmo na Coreia do Norte. Ele também afirma que Myers não cita os estudos relevantes sobre a Coreia do Norte de Han S. Park, principalmente North Korea: The Politics of Unconventional Wisdom (2002); faz pouco tratamento da ideologia Songun de primazia militar; e afirma que a ideologia Juche é universalista-humanista em vez de nacionalista étnica.
Gerd Jendraschek, em Studies on Asia, afirma que Myers "minimiza a variação sincrônica e diacrônica"; ele "não explica"; ele "ignora contraevidências... enquanto exagera"; ele "se contradiz"; e ele é "anedótico... tendencioso e especulativo".
Suzy Kim, em Critical Asian Studies, explica que Myers lê a Coreia do Norte através de um "olhar orientalista infantilizante"; ele "carece de... compreensão das... relações confucionistas", "nega a influência confucionista" e "escolhe ignorar as metáforas de parentesco norte-coreanas"; ele tem "seus próprios preconceitos"; ele "confunde o solipsismo e o nacionalismo norte-coreanos com o racismo" e "branqueia o racismo e o orientalismo americanos"; ele "nunca questiona... representações e realidades vividas"; Ele "nunca contextualiza os diferentes tipos de fontes que utiliza", mas "agrupa" um "Texto" que "se torna um espantalho... para servir aos seus próprios argumentos"; e "toma como certo" a "simples dicotomia entre 'coreanos' e 'estrangeiros'".
Craig MacKie, em The Political Economy of Affect in East Asia, afirma: "A formulação de Myers da 'raça infantil' é profundamente problemática devido à forma instrumental como a utiliza em seu texto", embora a "obra registre corretamente... temas filiais e familiares e a fixação no pai morto que caracteriza a propaganda na Coreia do Norte".

#### Revistas
Andrei Lankov, na Far Eastern Economic Review, afirma que Myers adota uma "abordagem inovadora" em relação à Coreia do Norte. Lankov também afirma que o trabalho de Myers é "informativo", mas não tem certeza se sua tese tem alguma relação com a realidade.

### Outros
Felix Abt, especialista em negócios que morou na Coreia do Norte por sete anos, observa que o livro de Myers é "falho"; faz afirmações "instáveis", "absurdas" e "questionáveis"; e leva a propaganda norte-coreana "mais a sério do que os próprios norte-coreanos".

## Publicação em coreano
Em 2011, "The Cleanest Race" (em coreano: 가장 깨끗한 민족) foi traduzido para o coreano na Coreia do Sul e publicado. No entanto, o título da tradução foi alterado para se adequar ao sentimento local: "Por que a Coreia do Norte é um país de extrema direita" (em coreano: 왜 북한은 극우의 나라인가); Myers traduz minjok (em coreano: 민족) como "raça" em vez de "nação" ou "grupo étnico", o que é controverso entre alguns acadêmicos e sul-coreanos.